# هاري فلاهرتي
هاري فلاهرتي (بالإنجليزية: Harry Flaherty)‏ هو لاعب كرة قدم أمريكية أمريكي، ولد في 26 أبريل 1989 في Oceanport, New Jersey ‏ في الولايات المتحدة.

## وصلات خارجية
- هاري فلاهرتي على موقع مرجع كرة القدم المحترفة.كوم (الإنجليزية)